# クマイの戦い

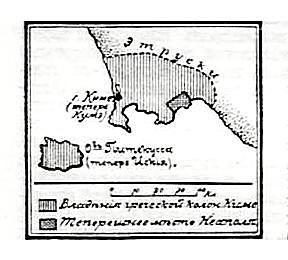
クマイの戦い

クマイの戦い(Battle of Cumae)は、シュラクサイとクマイの連合軍とエトルリアの間で戦われた海戦である。
シュラクサイの僭主ヒエロン1世は、クマイの僭主アリストデモスと同盟を結び、エトルリア人の南イタリアへの侵入を防ぐために戦った。紀元前474年、彼らはナポリ湾のクマイでエトルリア軍を破った。この戦いの後、エトルリアは、イタリアにおける政治的な影響力を失った。彼らは海洋と領土の支配権を失い、最終的には、ローマ、サムニウム、ガリアに滅ぼされた。シュラクサイは、捕虜にしたエトルリア人の兜をオリンピアの神殿に捧げた。エトルリア人は、紀元前415年にシュラクサイに対するアテナイ軍の遠征に参加したが、失敗に終わり、さらに凋落を早めた。